# Jean-Pierre Guernion
Jean-Pierre Guernion (né le 1er mars 1958 à Saint-Brieuc) est un coureur cycliste français, professionnel de 1982 à 1984.

## Biographie
En 1980, Jean-Pierre Guernion devient champion de France du contre-la-montre par équipes, avec ses coéquipiers bretons Marc Madiot, Marc Gomez et Gérard Kerbrat. L'année suivante, il remporte le Tour d'Émeraude. Il passe ensuite professionnel en 1982 dans l'équipe Wolber-Spidel,. Sous ses nouvelles couleurs, il participe au Tour d'Espagne, qu'il termine à la 51e place.
En 1983, il se classe notamment quatrième d'une étape du Tour de l'Avenir. Il rejoint la nouvelle équipe La Vie claire en 1984, qui compte dans ses rangs Bernard Hinault. Huitième du Grand Prix Pino Cerami, il met un terme à sa carrière en fin de saison.
Son fils Gaëtan a également été coureur cycliste chez les amateurs.

## Palmarès
- 1978
  - 3e du Tour d'Armor
- 1980
  -  Champion de France du contre-la-montre par équipes (avec Marc Madiot, Marc Gomez et Gérard Kerbrat)
- 1981
  - Tour d'Émeraude :
    - Classement général
    - 2e étape

## Résultats sur les grands tours

### Tour d'Espagne
1 participation
- 1982 : 51e